# 鬼ヶ城古墳
鬼ヶ城古墳（おにがじょうこふん）は、大分県玖珠郡玖珠町にある古墳。1949年（昭和24年）10月25日に大分県の史跡に指定されている。

## 概要
南西方向に伸びる丘陵上にある、直径約14メートル、高さ約5メートルの円墳である。7世紀初頭頃の築造と推定されている。
石室は、前室と玄室からなる全長約5.7メートルの複室構造の横穴式石室で、元来備えていた羨道は失われている。前室、玄室ともに約2メートルの高さの腰石が用いられるとともに、天井も一枚石であり、大型の石で組まれている。玄室奥壁には石棚を有する。
前室と玄室の間の左側の袖石には、全面に線刻があり、人物、船、鳥の群れ、木の葉などが刻まれていたが、現在確認できる線刻は木の葉のみである。線刻の装飾古墳は、この近辺では周防灘沿岸で見られるもので、筑後川流域では類がない。また、石棚は、福岡県南部から熊本県北部の古墳によく見られるもので、大分県内では、大分市の千代丸古墳の例がある。